# Carl Rötteken

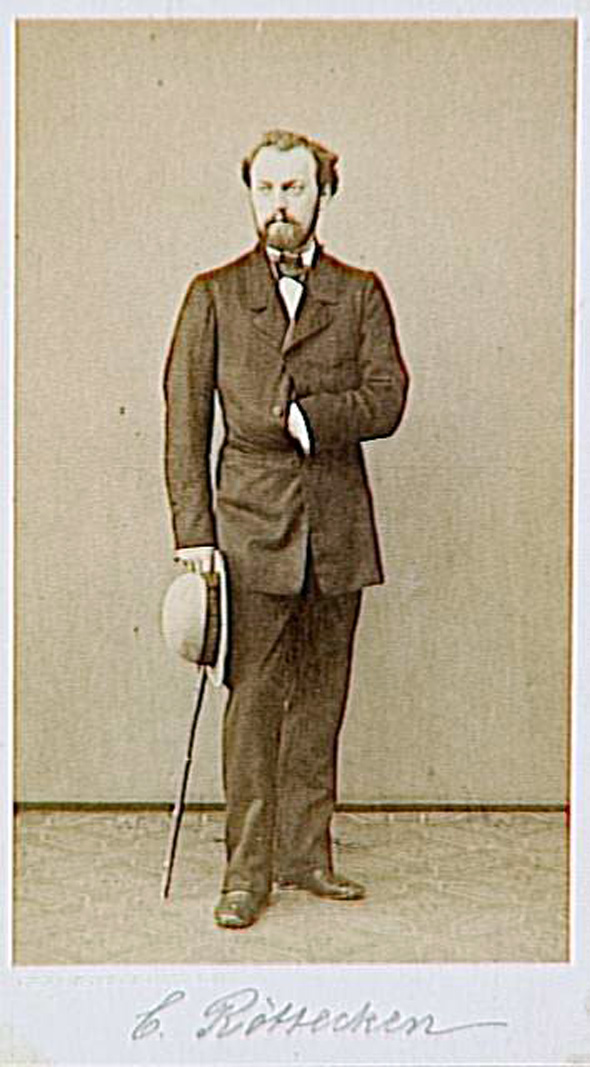
Carl Rötteken, Foto von Arnold Overbeck, Gebr. G. & A. Overbeck in Düsseldorf

Carl Johann Friedrich Adolf Rötteken, auch Carl Roetteken (* 3. Oktober 1831 in Lemgo; † 12. Januar 1900 ebenda), war ein deutscher Landschaftsmaler der Düsseldorfer Schule und Zeichenlehrer in Lemgo.

## Leben
Carl Rötteken besuchte die Kunstakademie Düsseldorf. Dort war er Schüler von Carl Friedrich Lessing. 1850/1851 besuchte er die Bauklasse von Rudolf Wiegmann, in den Jahren 1850 bis 1854 ging er in die Landschafterklasse von Johann Wilhelm Schirmer, 1855 in die von Hans Fredrik Gude. Staffagen ließ sich Rötteken von dem befreundeten Tiermaler Gustav Quentell in seine Bilder malen.
1863 bereiste er Rom, von dort aus Neapel. Er lebte in Düsseldorf und Lemgo. Sein Neffe Ernst Rötteken war Kunstmaler und Grafiker in Detmold.

## Werke (Auswahl)
- Eichenallee bei Lopshorn, 1858
- Senner Pferde, um 1860
- Kühe an der Tränke
- Italienische Landschaft, 1856

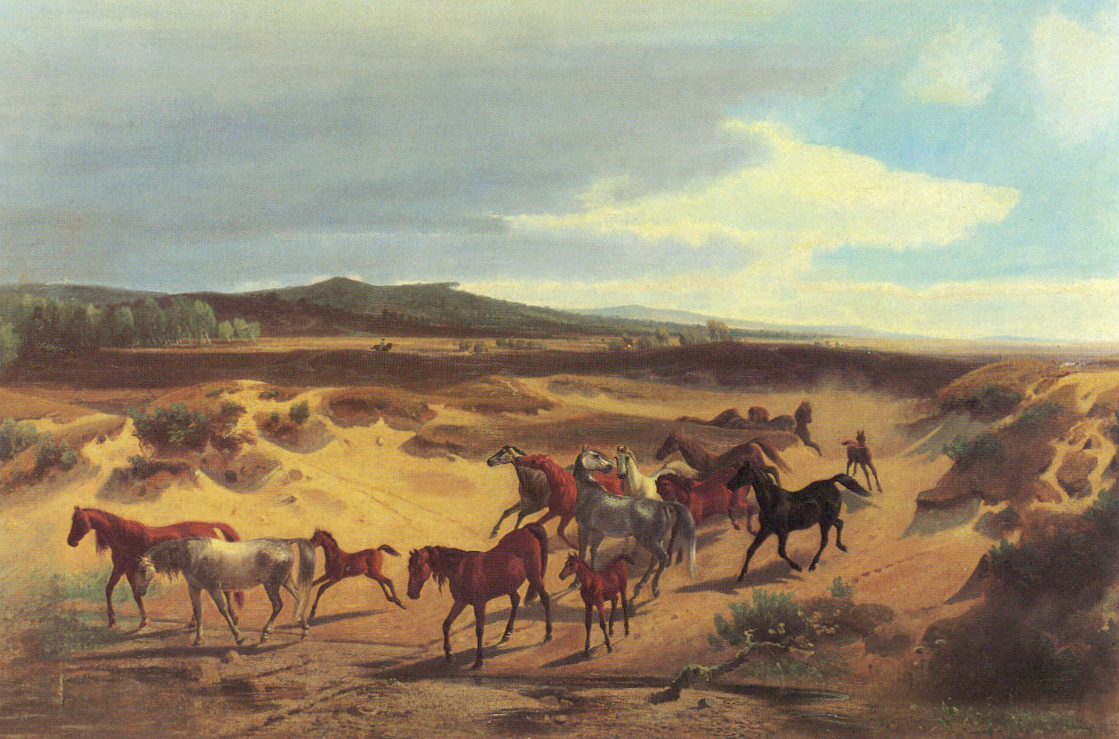
Senner Pferde, um 1860, Öl auf Leinwand

- Landschaft mit Ziegenherde im Sonnenlicht, 1861
- Italienische Landschaft mit Schafherde, sign. C Rötteken 1855